# Air-Sea Battle
Air-Sea Battle is een computerspel dat werd ontwikkeld door Atari. Het spel kwam in 1977 uit  voor de Atari 2600-spelcomputer. Het was een van de negen spellen die bij de lancering van deze spelcomputer in 1977 verkrijgbaar waren.
Er kan gekozen worden uit een antivliegtuigkanon, onderzeeër en een ander type vliegtuig waarmee vijandige vliegtuigen of schepen uitgeschakeld moeten worden. Het spel bevat vier verschillende spelmodi die elk hun eigen varianten kennen, waardoor er in totaal 27 spelmodi (varianten) beschikbaar zijn voor zowel één als twee spelers. De gewenste spelvariant wordt gekozen bij het starten van het spel.
In elke spelvariant van Air-Sea Battle moeten twee spelers vijandige vliegtuigen of schepen neerhalen, waarvoor men punten vergaart. Bij slechts één speler bestuurt de computer de tegenstander. Elke ronde duurt 2 minuten en 16 seconden. Wanneer de tijd is verstreken, wordt de speler met de hoogste score uitgeroepen tot winnaar, behalve als een speler, wanneer de tijd nog niet is verstreken, als eerste 99 punten behaalt. Dan wordt deze tot winnaar uitgeroepen.
De ontwerper van het spel is Larry Kaplan, een Amerikaanse gamedesigner die medeoprichter was van Activision.

## Ontvangst
| Beoordeeld door       | Datum            | Score |
| --------------------- | ---------------- | ----- |
| All Game Guide        | 1998             | 80%   |
| VideoGame             | april 1991       | 80%   |
| The Video Game Critic | 24 november 2006 | 67%   |